# Luma apiculata
Luma Apiculata é uma espécie arbórea pertencente ao gênero Luma da família Myrtaceae.
É nativa do Chile e Argentina, mais precisamente da região dos Andes.

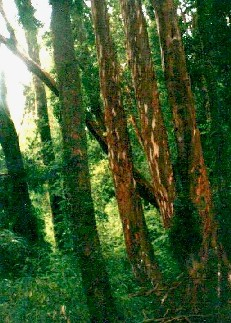
Bosque de Luma apiculata.